# Pyrausta inglorialis
Pyrausta inglorialis là một loài bướm đêm trong họ Crambidae.